# Hiroyasu Koga
Hiroyasu Koga (en japonés: 古賀浩靖 Koga Hiroyasu, nacido en 1947) es un ex-Tatenokai (楯の会) y kaishakunin, responsable de las decapitaciones de Yukio Mishima y Masakatsu Morita durante su seppuku el 25 de noviembre de 1970. Estudió derecho en la Universidad de Kanagawa, y pretendía convertirse en un abogado.
Koga, conocido por el apodo Furu-Koga (para distinguirlo de otro miembro del Tatenokai llamado Masayoshi Koga, que a su vez fue apodado Chibi-Koga, 小賀), era un practicante especializado de kendo. Originalmente estaba previsto que Mishima sería decapitado por Masakatsu Morita, el líder estudiantil Tatenokai; sin embargo, Morita no fue entrenado en la espada y falló, momento en el que Koga intervino para completarlo. Luego Koga decapitó a Morita como parte de su seppuku.
Koga y otros dos miembros del grupo (Masayoshi Koga y Masahiro Ogawa) fueron llevados a juicio el 24 de marzo de 1971, de frente a cargos de lesión corporal, violencia, posesión ilegal de armas de fuego y espadas, y por asistir a un suicidio. Fueron condenados y sentenciados a cuatro años de trabajos forzados, pero fueron liberados unos meses después por buena conducta.
Hasta 2005 se creía que Koga era un sacerdote sintoísta practicante en un templo en Shikoku.  Sin embargo, una tesis alternativa es que nunca fue un sacerdote sintoísta, sino que se convirtió en el líder del Seichō-no-Ie en Hokkaido y fue rebautizado a Hiroyasu Arechi. Se postula, además, que actualmente reside en Kumamoto.